# Dezember 1982
Portal Geschichte | Portal Biografien | Aktuelle Ereignisse | Jahreskalender | Tagesartikel

◄ |
19. Jahrhundert |
20. Jahrhundert
| 21. Jahrhundert

◄ |
1950er |
1960er |
1970er |
1980er
| 1990er | 2000er | 2010er | ►

◄ |
1978 |
1979 |
1980 |
1981 |
1982
| 1983 | 1984 | 1985 | 1986 | ►

◄ |
September 1982 |
Oktober 1982 |
November 1982 |
Dezember 1982 |
Januar 1983 |
Februar 1983 |
März 1983 |
►
Dieser Artikel behandelt aktuelle Nachrichten und Ereignisse im Dezember 1982.

## Tagesgeschehen

### Mittwoch, 1. Dezember 1982
- Wiesbaden/Deutschland: Der Hessische Landtag eröffnet ohne erfolgreiche Wahl eines neuen Ministerpräsidenten seine 10. Wahlperiode. Neben der SPD von Regierungschef Holger Börner sind die CDU und die Grünen im Parlament vertreten, doch keine der Parteien will mit einer der anderen koalieren. Da Walter Wallmann (CDU) mit dem Versuch scheitert, sich dennoch vom Landtag zum Ministerpräsidenten wählen zu lassen, bleibt Börner geschäftsführend im Amt.[1]

### Donnerstag, 2. Dezember 1982
- Madrid/Spanien: Das Unterhaus wählt Felipe González von der Sozialistischen Arbeiterpartei zum neuen spanischen Ministerpräsidenten.[2]

### Samstag, 4. Dezember 1982
- Peking/China: Der Fünfte Nationale Volkskongress nimmt auf seiner fünften Tagung eine neue Verfassung der Volksrepublik China an, in der z. B. erstmals seit Bestehen der Volksrepublik das private Eigentum der Bürger als „unverletzlich“ angesehen wird.[3]

### Dienstag, 7. Dezember 1982
- Huntsville/Vereinigte Staaten: Die Hinrichtung von Charlie Brooks ist der erste Vollzug der Todesstrafe im Bundesstaat Texas seit deren Wiedereinführung im Jahr 1974 und die erste letale Injektion in der Geschichte des amerikanischen Rechtswesens. Das Verfahren wird umgangssprachlich als „Todesspritze“ bezeichnet.[4]

### Donnerstag, 9. Dezember 1982
- Paramaribo/Suriname: Leutnant Desiré Bouterse, der zusammen mit 15 anderen militärischen Führungspersonen 1980 erfolgreich gegen den gewählten Regierungschef Henck A. E. Arron putschte, erklärt der Bevölkerung über das Fernsehen, dass die Besatzung von Fort Zeelandia am Vortag 15 inhaftierte Zivilisten erschoss, um deren gemeinsame Flucht zu verhindern. Die Getöteten befanden sich in Haft, weil sie sich vermutlich an einem Putschversuch gegen die Militärdiktatur beteiligt hatten.[5]

### Freitag, 10. Dezember 1982
- Montego Bay/Jamaika: Der Text des Seerechtsübereinkommens zur Regelung der Nutzungsarten der Meere wird mehr als 20 Jahre nach Beginn der Verhandlungen unter Leitung der Vereinten Nationen beschlossen. Das Abkommen wird in Kraft treten, sobald 60 Staaten als Vertragspartner beigetreten sind.[6]

### Samstag, 11. Dezember 1982
- London/Vereinigtes Königreich: Die Mitglieder der schwedischen Europop-Formation ABBA kündigen im britischen Fernsehen „eine Pause“ der Band an. Ihr letzter Nummer-eins-Hit im Vereinigten Königreich war das 1980 veröffentlichte Lied Super Trouper. 1976 landete die Gruppe mit Dancing Queen ihren bisher einzigen Nummer-eins-Hit in den USA.[7]

### Sonntag, 12. Dezember 1982

Bandera von Peñarol, zum dritten Mal Sieger des Fußball-Weltpokals

- Budapest/Ungarn: Die Sowjetunion wird bei der 8. Frauen-WM im Handball zum ersten Mal Weltmeister. Als Siegerinnen des Turniers stehen die Sowjets vor ihrem letzten Spiel in der Finalrunde fest, weil am Nachmittag die Rivalinnen aus Jugoslawien nicht gegen die DDR gewinnen.[8]
- Tokio/Japan: Der Club Atlético Peñarol aus Uruguay gewinnt das Spiel um den Fußball-Weltpokal für Vereinsmannschaften mit 2:0 gegen den Aston Villa FC aus dem Vereinigten Königreich.[9]

### Montag, 13. Dezember 1982
- Dhamār/Jemenitische Arabische Republik: Durch ein Erdbeben der Stärke 6,0 MS verlieren im Süden der Arabischen Halbinsel mehrere tausend Menschen ihr Leben. Die Behörde United States Geological Survey geht von circa 2.800 Todesopfern aus. Etwa 300 Dörfer seien entweder zerstört oder schwer beschädigt.[10]

### Mittwoch, 15. Dezember 1982
- Rügen/Deutschland: Von Rügen aus lässt sich bei der heutigen partiellen Sonnenfinsternis, begleitet von widrigen Wetterverhältnissen, mit rund 41 % die stärkste Bedeckung der Sonne durch den Mond in den deutschsprachigen Ländern beobachten. Der Ort, den der größte Halbschatten des Mondes trifft, liegt in der Sowjetunion in der Republik der Komi etwa 100 km westlich des Urals.[11]

### Donnerstag, 16. Dezember 1982
- Hindukusch/Afghanistan: Bei einem Erdbeben mit Epizentrum circa 170 km nördlich der Hauptstadt Kabul werden etwa 700 Häuser zerstört, die Zahl der Todesopfer durch das Ereignis wird mit 450 angegeben.[12]

### Freitag, 17. Dezember 1982
- Bonn/Deutschland: Im Bundestag stellt Bundeskanzler Helmut Kohl (CDU) die Vertrauensfrage. Er will, dass ihm mehr als 50 % der Mandatsträger das Vertrauen verweigern, damit die Wahlberechtigten in einer vorgezogenen Neuwahl zum Bundestag ihr Einverständnis mit der vor wenigen Monaten gebildeten Regierungskoalition aus Union und FDP abgeben. Es sprechen sich nur acht von 497 Abgeordneten für Kohl als Kanzler aus, daher wird 1983 eine Bundestagswahl stattfinden.[13]

### Sonntag, 19. Dezember 1982
- Hamburg/Deutschland: Kurz vor Weihnachten sind die Bürger der Hansestadt aufgerufen, mittels einer Neuwahl die „Hamburger Verhältnisse“ in der Landespolitik zu beenden. Die SPD stellt seit der Wahl im Juni eine von der Grün-Alternativen Liste (GAL) geduldete Minderheitsregierung mit Klaus von Dohnanyi als Erstem Bürgermeister und verbessert sich bei der heutigen Wahl um 8,6 % auf 51,3 %. Die GAL verliert leicht und landet bei 6,8 %. Die CDU wird mit 38,6 % als zweitstärkste Kraft in der Bürgerschaft vertreten sein.[14]

### Montag, 20. Dezember 1982
- Bonn/Deutschland: Der Bundestag beschließt ein Haushaltsbegleitgesetz, welches das Bundesausbildungsförderungsgesetz abändert. Mit Inkrafttreten des Haushaltsbegleitgesetzes werden staatliche Zuschüsse an empfangsberechtigte Besucher von höheren Fachschulen, Akademien und Hochschulen entfallen. An die Stelle der Zuschüsse tritt ein Volldarlehen, das der Darlehensnehmer zurückzahlen muss, sobald er über ein ausreichendes Einkommen verfügt.[15]

### Dienstag, 21. Dezember 1982
- Leesburg/Vereinigte Staaten: Das Magazin Executive Intelligence Review berichtet, dass in der bundesdeutschen Stahlindustrie seit 1972 die Zahl der Beschäftigungsverhältnisse um circa 33 % abnahm. Der Autor wertet dies als Indiz für eine „Deindustrialisierung Westdeutschlands“. Über 10.000 Arbeitsplätze sparte die Branche allein im laufenden Jahr ein.[16]
- New York/Vereinigte Staaten: Der Sicherheitsrat der Vereinten Nationen beschließt in seiner Resolution 528, die arabische Sprache als weitere Amtssprache für das Gremium einzuführen.[17]
- Washington, D.C./Vereinigte Staaten: US-Präsident Ronald Reagan unterzeichnet das Boland-Amendment, das es dem Nachrichtendienst CIA, dem Verteidigungsministerium der Vereinigten Staaten sowie allen anderen Regierungsstellen verbietet, der Contra-Organisation Unterstützung zu leisten, welche sich vorgenommen hat, die sozialistische Regierung in Nicaragua zu stürzen. Reagan ist ein Gegner des vom Kongress beschlossenen Gesetzes, allerdings hat er in dieser Frage keine Einspruchsmöglichkeit.[18]

## Weblinks

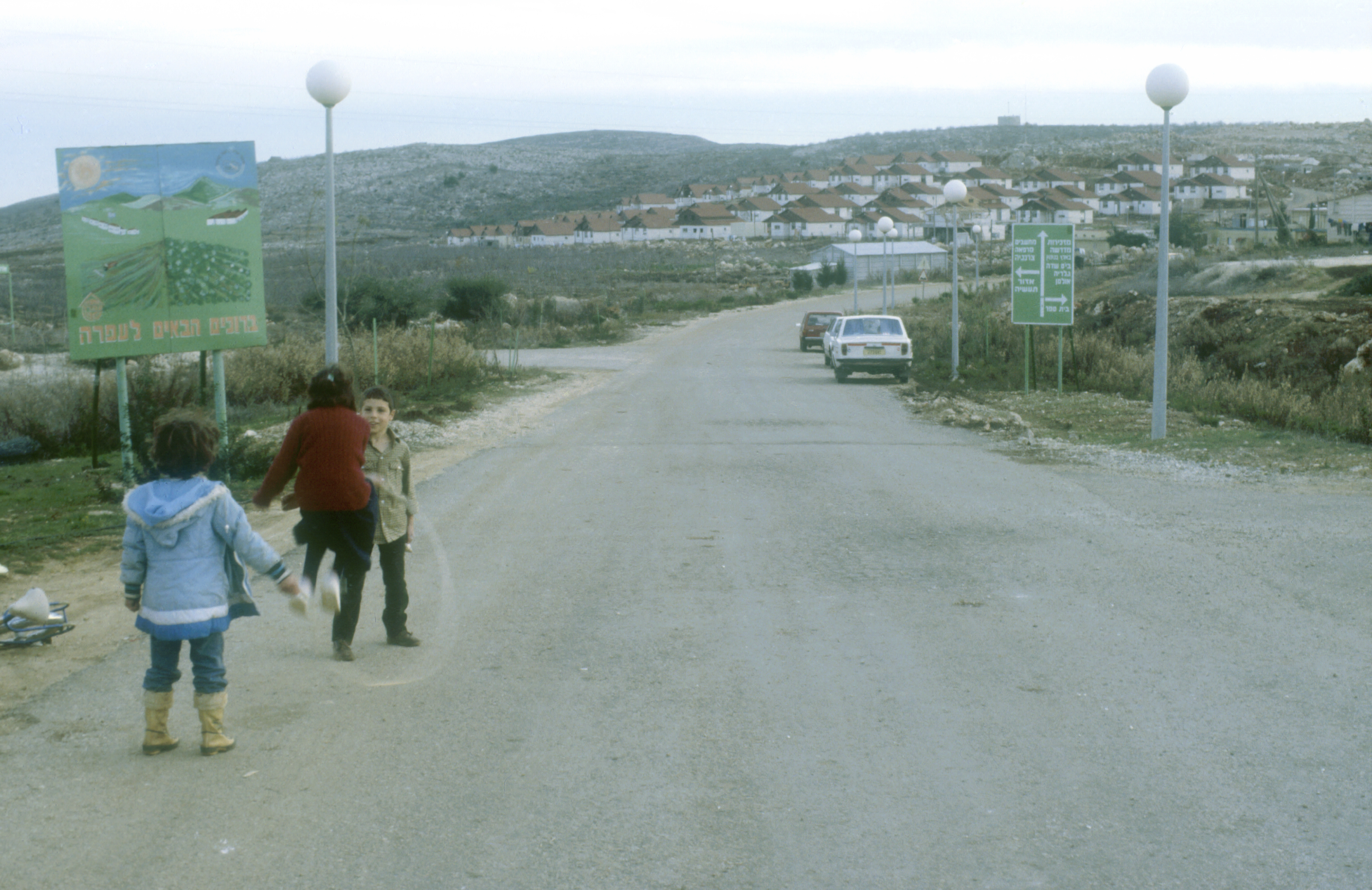
Israel im Dezember 1982